# Paul Hamm
Paul Elbert Hamm (Washburn, 24 de setembro de 1982) é um ex-ginasta norte-americano que competiu em provas da modalidade artística. 
Hamm conquistou a medalha de ouro no concurso geral, e as de prata na barra fixa e por equipes dos Jogos Olímpicos de Atenas, em 2004, na Grécia. Em mundiais, é também vencedor do individual geral, além de campão do solo, vice-campeão por duas vezes nas disputas coletivas. Paul é irmão gêmeo do também ginasta Morgan Hamm.

## Carreira
Nascido em Wisconsin, filho de Sandy e Cecília, Paul tem um irmão gêmeo, também ginasta, Morgan Hamm, e uma irmã mais velha, integrante da equipe de ginástica do Iowa State University. Paul, na carreira, tem como inspiração o bielorrusso Vitaly Scherbo.
Treinado no Team Chevron Swiss Turners e competidor pela Ohio State University, o atleta disputou os Jogos Olímpicos de Sydney, ao lado de seu irmão, Morgan, em 2000. Neste evento terminou com a quinta colocação por equipes e a 14ª no geral individual. No ano posterior, durante o Campeonato Mundial de Gante, conquistou a sétima colocação no all around e sua primeira medalha internacional em competição mundial, de prata por equipes. Na edição seguinte, em 2002, terminou sem subir ao pódio, embora tenha qualificado-se para três finais: foi sétimo na barra fixa, oitavo no cavalo com alças e quarto no solo, aparelho este no qual fora superado pelo búlgaro Jordan Jovtchev em 0,500 ponto. No Campeonato de Anaheim, em 2003, que serviu como classificação para os Jogos Olímpicos de 2004, o ginasta fora medalhista de ouro no solo e de prata por equipes, além de tornar-se campeão do geral individual, a frente do chinês Yang Wei.
No ano seguinte, em sua segunda participação olímpica, nos Jogos de Atenas, ajudou a equipe norte-americana a conquistar a medalha de prata, atrás da seleção japonesa. Na final do individual geral, o ginasta envolveu-se em uma polêmica: findas as rotações do concurso geral, Paul foi declarado vencedor da competição. Entretanto, o Comitê Olímpico Coreano protestou as notas dadas ao representante Yang Tae Young, medalhista de bronze. Negando qualquer equívoco, o Comitê de Arbitragem Olímpica ratificou a vitória de Paul, que manteve sua medalha conquistada. Das quatro finais por aparelhos que disputou, conquistou medalha em apenas uma: no solo, foi quinto, em prova conquistada pelo canadense Kyle Shewfelt; nas barras paralelas e no cavalo com alças, foi sétimo e sexto, respectivamente; na barra fixa, saiu-se medalhista de prata, superado pelo italiano Igor Cassina. Após a realização do evento, foi considerado pela revista norte-americana Time, como o 19º Atleta Olímpico destacado. Decidido a aposentar-se da ginástica artística após a realização da edição grega das Olimpíadas, Paul e seu irmão, anunciaram em fevereiro de 2007 - três anos após o temporário abandono -, que voltariam às práticas competitivas, participando assim, do Campeonato Visa. Na ocasião, conquistou o ouro nos exercícios de solo. Em 2008, conquistou a medalha de ouro geral na Copa América, realizada em Nova Iorque. Retirando-se do Nacional Americano devido a uma lesão na mão, o ginasta só pôde voltar a competir em julho. Ainda assim, conquistou a vaga para disputar os Jogos Olímpicos de Pequim. Ainda sentindo fortes dores em sua mão, decidiu anunciar oficialmente sua aposentadoria definitiva do desporto.

## Principais resultados
| Ano  | Evento                                    | AA              | Equipe           | Solo            | Cavalo com alças | Argolas | Salto sobre o cavalo | Barras paralelas | Barra fixa       |
| ---- | ----------------------------------------- | --------------- | ---------------- | --------------- | ---------------- | ------- | -------------------- | ---------------- | ---------------- |
| 2000 | Jogos Olímpicos                           | 14º             | 5º               |                 |                  |         |                      |                  |                  |
| 2001 | Campeonato Mundial de Ginástica Artística | 7º              | Medalha de prata |                 |                  |         |                      |                  |                  |
| 2002 | Campeonato Mundial de Ginástica Artística |                 |                  | 4º              | 8º               |         |                      |                  | 7º               |
| 2003 | Campeonato Mundial de Ginástica Artística |                 | Medalha de prata | Medalha de ouro |                  |         |                      |                  |                  |
| 2004 | Jogos Olímpicos                           | Medalha de ouro | Medalha de prata | 5º              | 6º               |         |                      | 7º               | Medalha de prata |
| 2007 | Campeonato Visa                           |                 |                  | Medalha de ouro |                  |         |                      |                  |                  |
| 2008 | Copa América                              | Medalha de ouro |                  |                 |                  |         |                      |                  |                  |